# Pixel 6a
Das Pixel 6a ist ein Android-Smartphone, das von Google als Teil der Pixel-Produktlinie entworfen, entwickelt und vermarktet wird. Es ist die Mittelklasse-Variante des Pixel 6 und Pixel 6 Pro. Das Gerät wurde am 11. Mai 2022 im Rahmen der Google I/O Keynote angekündigt.

## Technische Daten

### Hardware
Das Pixel 6a besteht aus einem Aluminiumrahmen, einer Kunststoffrückseite und einem mit Gorilla Glass 3 geschützten Display. Auffälliges Designmerkmal ist eine Kameraleiste und eine zweifarbige Rückseite, ähnlich wie beim Pixel 6 und Pixel 6 Pro. Das Gerät ist in den Farben Chalk, Charcoal und Sage erhältlich. Es verfügt über Stereolautsprecher, von denen sich einer am unteren Rand befindet und der andere als Hörer dient. Ein USB-C-Anschluss wird zum Aufladen und Anschließen von Zubehör verwendet.
Das Pixel 6a verwendet den Google-Tensor-SoC, mit 6 GB RAM und 128 GB nicht erweiterbarem internen UFS-3.1-Speicher.
Das Pixel 6a hat einen 4410-mAh-Akku und kann mit bis zu 18 W aufgeladen werden. Mit einem Android-Update im Juli 2025 hat Google für einige Chargen des Pixel 6a, die zudem schon mehr als 400 Ladezyklen erreicht haben, die Ladeleistung und die Batteriekapazität deutlich reduziert, weil es zum Überhitzen des Akkus kommen kann. Google bietet einen Akkutausch, einen Rabatt für ein Neugerät oder eine monetäre Entschädigung.
Das Pixel 6a ist nach IP67 wasserdicht.
Das Pixel 6a verfügt über ein 6,1 Zoll großes 1080p-OLED-Display mit HDR-Unterstützung. Das Display hat ein Seitenverhältnis von 20:9 und eine kreisförmige Aussparung in der oberen Mitte für die Frontkamera.
Das Pixel 6a verfügt über ein Dual-Kamerasystem. Das Weitwinkelobjektiv mit 27 mm und f/1.7, hat einen  12,2-Megapixel-Sensor (Sony Exmor IMX363) verbaut, während das 114°-Ultraweitwinkelobjektiv mit f/2.2 einen 12-Megapixel-Sensor verbaut hat; die Frontkamera verfügt über 8 MP Auflösung. Es ist in der Lage, 4K-Videos mit 30 oder 60 fps aufzunehmen.

### Software
Das Pixel 6a wird zum Marktstart mit Android 12 ausgeliefert. Neue Betriebssystemversionen verspricht Google für eine Dauer von drei Jahren nach Erscheinungsdatum zur Verfügung zu stellen, Sicherheitsupdates für eine Dauer von fünf Jahren.
Im Dezember 2024 kündigte Google an, dass das Pixel 6, Pixel 6 Pro, Pixel 6a, Pixel 7, Pixel 7 Pro, Pixel 7a und Pixel Fold statt 3 Jahre Feature Drops 5 Jahre Feature Drops + Sicherheitsupdates haben werden.